# ギュンター・シャック
ギュンター・シャック（Günther Schack、1917年11月12日 - 2003年6月14日）は、第二次世界大戦時のドイツ空軍のエース・パイロットである。シャックは174機を撃墜し、その全てが東部戦線での戦果であった。780回の作戦飛行に出撃し、15回撃墜されたがこれを生き延びた。戦後にシャックはアイフェル山中に隠遁し、哲学の研究に打ち込んだ。

## 初期の履歴
ギュンター・シャックは1917年11月12日に東プロイセンの小さな街バーテンシュタイン（Bartenstein）で医師ヴィリー・シャック（Dr. Willy Schack）と妻のドロテア（Dorothea、旧姓：Nietzki）の子として生まれ、シュトゥットガルト大学とアーヘンのRheinisch-Westfälische Technische Hochschuleで学んだ。1937年にシャックは初めてドイツ空軍への入隊を試みたが、子供の頃に運動で負った怪我が原因で兵役不適格（wehruntauglich）の判定を下された。

## 軍歴
ギュンター・シャックは志願兵として再度応募して、1939年9月2日に空軍に入隊を認められた。戦闘機パイロットとしての訓練を受けた後でシャック一等飛行兵は1941年3月18日に第51戦闘航空団（JG 51）/第7飛行中隊に配属された。
シャックは1941年7月23日に東部戦線の戦闘において最初の撃墜を記録した。100回の作戦飛行を行った後の11月10日に3機目を撃墜し、1942年7月30日の250回目の作戦飛行の時点では5機の戦果を記録していた。48機目撃墜後に伍長に昇進したシャックは飛行教官を務めるためにドイツ本国への帰還を命じられ、1943年1月1日には少尉に昇進した。
シャックは再度JG 51/第7飛行中隊に配属されて東部戦線へ戻り、1942年12月17日には数分の内に5機のペトリャコーフ Pe-2爆撃機を撃墜した。これとほぼ同じことが1943年1月29日にユンカース Ju 87爆撃機の護衛をしていたシャックの4機編隊（シュヴァルム）がノヴォシリのドイツ軍前線を越えようとしていたPe-2の8機編隊を迎撃したときに再現された。5分間の間に8機全機が撃墜され、その中の4機はシャックの戦果であった。100機目の撃墜は9月3日に記録され、12月8日にシャックはJG 51/第9飛行中隊の飛行中隊長に任命された。ギュンター・シャック中尉は1944年4月20日に133機撃墜の功により柏葉付騎士鉄十字章を授与された。その後7月1日には大尉に昇進し、12月にJG 51/第I飛行隊の飛行隊長を任された。この飛行隊が1945年5月1日に解隊されるとシャックは短期間第3戦闘航空団（JG 3）/第IV飛行隊の飛行隊長を務めた。戦争終結までにシャックは780回の作戦飛行に従事し、174機撃墜を記録し、自身も15回撃墜された。
シャックは東プロイセン上空で米第357戦闘航空群のホリス・"バド"・ナウリン（Hollis "Bud" Nowlin）中尉に撃墜されたことがあった。後日、ナウリンとシャックは最初にドイツで、次に1991年秋にジョージア州で開催された第357戦闘航空群戦友会で再会した。

## その後の人生
戦後ギュンター・シャックは叔父の営む製造会社で営業幹部として勤めた。1968年に会社を辞め、妻と3人の子供とも別れ、アイフェル山中の孤立した小屋で自ら野菜を栽培して菜食主義者としての新しい生活を始めた。この期間にシャックは戦争中のトラウマに対処しようとし、自身の人生哲学の探求と布教を試みた。

## 受勲
- 空軍名誉杯（1943年1月16日）[2]
- ドイツ十字章金章（1943年2月26日）：第51戦闘航空団/第III飛行隊の曹長として[8]
- 鉄十字章（1939）
  - 2級
  - 1級
- 柏葉付騎士鉄十字章
  - 騎士鉄十字章（1943年10月29日）：第51戦闘航空団/第9飛行中隊の中尉として[9]
  - 柏葉 第460号（1944年4月20日）：第54戦闘航空団第9飛行中隊の飛行中隊長（Staffelkapitän）の中尉として[9]

## 著作
- Schack, Günther (1995). Betet für die Juden, betet für die Christen. Nideggen. ISBN 3-9800329-3-0.
- Schack, Günther (1975). Die Homokratie im Erdkreis.
- Schack, Günther (1975). Die Homokratie im Lebenskreis.
- Schack, Günther (1975). Die Homokratie im Völkerkreis.

## 参照
出典
1. ↑  Spick 1996, p. 228.
2. 1 2 3  Obermaier 1989, p. 65.
3. ↑  OKL 1942
4. ↑  Weal 1996, pp. 14–15.
5. ↑  OKL 1943
6. ↑  Weal 2001, p. 78.
7. ↑  Klinkowitz 1996, p. 64.
8. ↑  Patzwall and Scherzer 2001, p. 397.
9. 1 2  Scherzer 2007, p. 653.

参考文献
- Aders, Gebhard & Held, Werner (1993). Jagdgeschwader 51 'Mölders' Eine Chronik - Berichte - Erlebnisse - Dokumente (in German). Stuttgart, Germany: Motorbuch Verlag. ISBN 3-613-01045-3.
- Fellgiebel, Walther-Peer (2000). Die Träger des Ritterkreuzes des Eisernen Kreuzes 1939-1945. Podzun-Pallas. ISBN 3-7909-0284-5.
- Klinkowitz, Jerome (1996). Yanks Over Europe: American Flyers in World War II. Kentucky, USA: The University Press of Kentucky. ISBN 0-8131-1961-8.
- Obermaier, Ernst (1989). Die Ritterkreuzträger der Luftwaffe Jagdflieger 1939 - 1945 (in German). Mainz, Germany: Verlag Dieter Hoffmann. ISBN 3-87341-065-6.
- Patzwall, Klaus D. and Scherzer, Veit (2001). Das Deutsche Kreuz 1941 - 1945 Geschichte und Inhaber Band II. Norderstedt, Germany: Verlag Klaus D. Patzwall. ISBN 3-931533-45-X.
- Schaulen, Fritjof (2005). Eichenlaubträger 1940 - 1945 Zeitgeschichte in Farbe III Radusch - Zwernemann (in German). Selent, Germany: Pour le Mérite. ISBN 3-932381-22-X.
- Scherzer, Veit (2007). Die Ritterkreuzträger 1939–1945 Die Inhaber des Ritterkreuzes des Eisernen Kreuzes 1939 von Heer, Luftwaffe, Kriegsmarine, Waffen-SS, Volkssturm sowie mit Deutschland verbündeter Streitkräfte nach den Unterlagen des Bundesarchives (in German). Jena, Germany: Scherzers Miltaer-Verlag. ISBN 978-3-938845-17-2.
- Spick, Mike (1996). Luftwaffe Fighter Aces. Ivy Books. ISBN 0-8041-1696-2.
- Weal, John (1996). Focke-Wulf Fw 190 Aces of the Russian Front. London, UK: Osprey Publishing. ISBN 1-85532-518-7.
- Weal, John (2001). Bf109 Aces of the Russian Front. Oxford: Osprey Publishing Limited. ISBN 1-84176-084-6.